# Manuel Bento
Manuel Galrinho Bento (* 25. Juni 1948 in Golegã; † 1. März 2007 in Barreiro) war ein portugiesischer Fußballtorhüter.

## Karriere
Bento spielte von 1972 an 19 Jahre für den Fußballverein Benfica Lissabon und war über zehn Jahre lang, von 1976 bis 1986, Stammtorhüter des Vereins. Er beendete seine aktive Laufbahn erst mit 44 Jahren in der Saison 1991/92.
Bento begann seine Fußballkarriere bei dem kleinen Verein FC Barreirense und wurde in der Saison 1972/1973 von Benfica in die Mannschaft geholt. Zunächst war er nur der Ersatzkeeper für einen anderen legendären Torwart des portugiesischen Fußballs, José Henrique. In den Jahren 1973 bis 1976 wechselten sich die beiden Schlussmänner ab, bis in der Saison 1976/77 Manuel Bento im Alter von 28 Jahren Stammtorhüter wurde.
Im selben Jahr gab er sein Debüt in der portugiesischen Nationalmannschaft im ersten Qualifikationsspiel für die Fußball-Weltmeisterschaft 1978. Obwohl Portugal dieses Spiel gegen Polen in Porto mit 0:2 verlor, entwickelte sich Bento zu einer der besten portugiesischen Spielerpersönlichkeiten des nächsten Jahrzehnts und absolvierte insgesamt 63 Länderspiele.
Bento war der entscheidende Rückhalt seiner Mannschaft beim Erreichen des Halbfinals der Europameisterschaft 1984. Er zeichnete sich durch spektakuläre Abwehraktionen insbesondere im Halbfinale gegen Frankreich aus, das Portugal erst in der Verlängerung 2:3 verlor. Nach dem Überraschungssieg im letzten Qualifikationsspiel für die WM 1986 auf deutschem Boden sollte er mit 38 Jahren auch beim Turnier in Mexiko weiter im Tor stehen. Nach dem Sieg im ersten Gruppenspiel brach sich Manuel Bento aber im Training ein Bein und musste durch Sporting Lissabons Torhüter Vítor Damas ersetzt werden.
Wegen seiner Verletzung setzte Bento ein Jahr aus und kehrte 1987 als Ersatztorhüter zu Benfica zurück. So saß er bei den verlorenen Endspielen im Europapokal der Landesmeister 1987/88 gegen die PSV Eindhoven und 1990 gegen den AC Mailand auf der Bank. Bevor er seine lange Karriere 1992 beendete, war er sich nicht zu schade, für Benfica den dritten Keeper ab der Saison 1990/91 zu geben. Manuel Bento war bis zu seinem Tod der älteste Spieler, der in einer portugiesischen Meisterschaft aktiv mitgespielt hat.

## Privates
Bento verstarb in einem Krankenhaus seines Heimatortes Barreiro in der Nähe von Lissabon. Als Todesursache wurde ein Herzinfarkt kolportiert.

## Titel
- Portugiesischer Meister (9): 1973, 1975, 1976, 1977, 1981, 1983, 1984, 1987, 1989
- Portugiesischer Pokalsieger (6): 1980, 1981, 1983, 1985, 1986, 1987
- Portugiesischer Supercupsieger (3): 1980, 1985, 1989